# Horacio Verzi
Horacio García Verzi, más conocido como Horacio Verzi (Montevideo, 2 de octubre de 1946), es un escritor y periodista uruguayo, licenciado en Lengua y Literatura hispánicas.

## Biografía
Trabajó como investigador literario en el Centro de Investigaciones Literarias de Casa de las Américas, entre 1981 y 1985.
Fue editor y corresponsal para zonas en conflicto en la desaparecida Agencia Nueva Nicaragua (ANN) de Nicaragua y en los diarios mexicanos El Día y La Jornada, entre 1984 y 1987.
Fundó y dirigió la revista cultural Graffiti, publicada entre 1989 y 1999, y la editorial del mismo nombre.
Entre 1998 y 2013 fue profesor en Teoría gramatical, Literatura Universal y Teoría literaria en el Centro Regional de Profesores del Este (CERP) de Maldonado.
En 2013 recibió el Premio Nacional de Literatura, otorgado por el Ministerio de Educación y Cultura de Uruguay, por la novela El infinito es solo una forma de hablar. También recibió el Premio Iberoamericano de Cuento Julio Cortázar 2004 por Reliquia familiar; Mención MEC 1999 en novela por Toda la muerte. Fue parte de la terna del Premio Bartolomé Hidalgo 1993 por la novela Los caballos lunares  y obtuvo el Primer Premio de Narrativa del Certamen Anual Latinoamericano 1983 de EDUCA Costa Rica, por la novela El mismo invisible pecho del cielo.

## Obras
- El mismo invisible pecho del cielo (San José de Costa Rica, 1983)
- La otra orilla (Montevideo, 1987)
- Los caballos lunares (Montevideo, 1991)
- Toda la muerte (Montevideo, 1999)
- El infinito es solo una forma de hablar (Montevideo, 2011 - Córdoba, Argentina, 2015, edición corregida)
- Bajo la noche (Montevideo, 2016)
- Nubes con cuervos (Montevideo, 2022)